# Nürnbergi metró

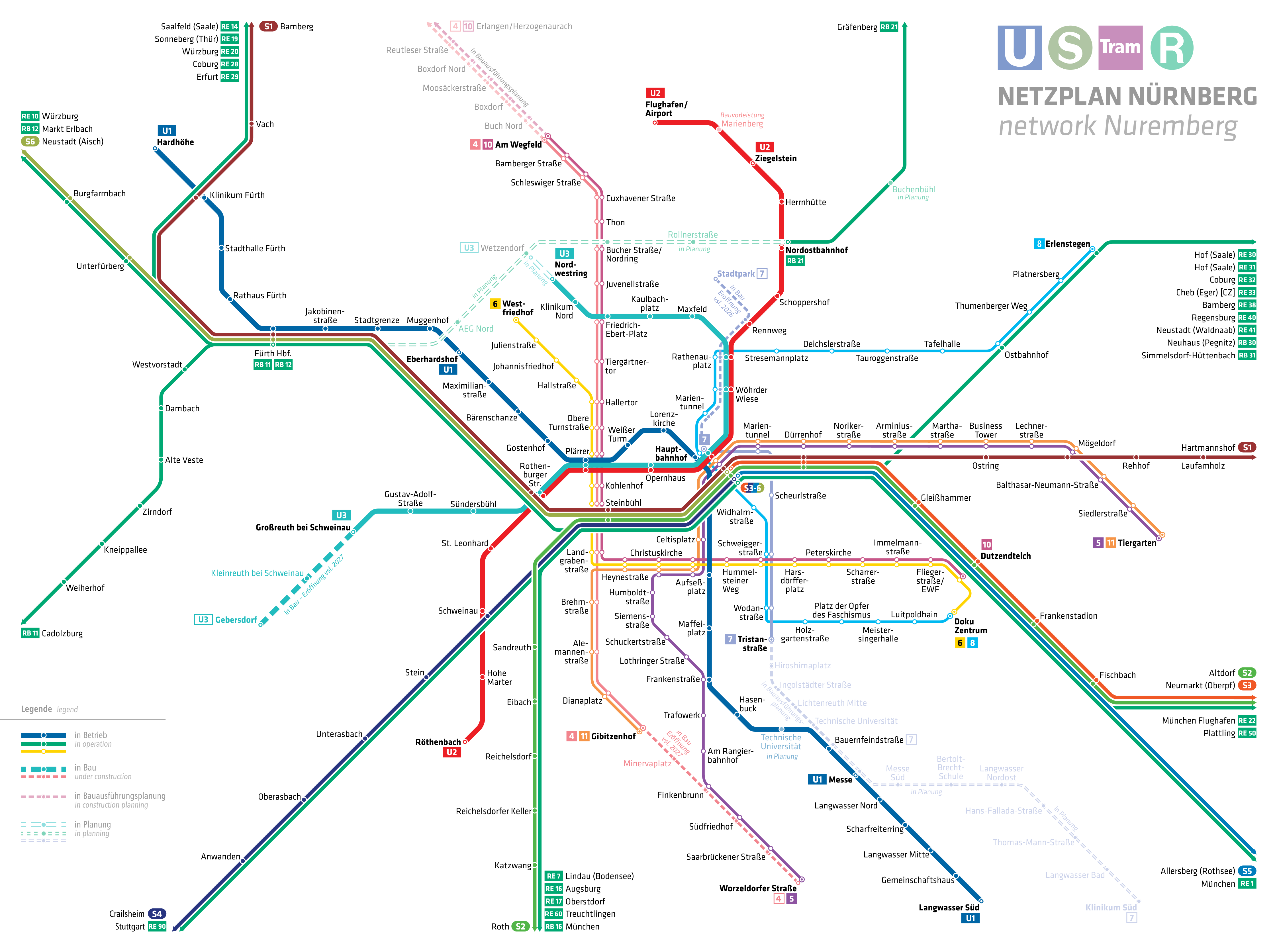
Nürnberg S-Bahn-, metró-, villamos- és regionális vasútvonalai

A nürnbergi metró (német nyelven: U-Bahn Nürnberg) Nürnberg földalattivasút-rendszere. A hálózatot a Verkehrsaktiengesellschaft Nürnberg, röviden VAG Nürnberg üzemelteti. Az első vonal 1972-ben nyílt meg, ezzel ez a rendszer Németország legfiatalabb metróüzeme. Napjainkban a hálózat 3 alapjáratból és 2 tehermentesítővonalból áll, melyek teljes hosszúsága 38,2 km és 49 állomás található rajta.
Érdekesség, hogy az U2 és az U3 vonal teljesen automata üzemű, így a szerelvények vezető nélkül közlekednek. Ez volt az első ilyen metróüzem Németországban.

## Vonalak és állomások

### Vonalak
| Vonal | Útvonal                                | Építés éve (teljes) | Hossz (km) | Állomások száma |
| ----- | -------------------------------------- | ------------------- | ---------- | --------------- |
|       | Fürth Hardhöhe – Langwasser Süd        | 1972–2007           | 18,5       | 27              |
|       | Flughafen (Repülőtér) – Röthenbach     | 1984–1999           | 13,2       | 16              |
|       | Großreuth bei Schweinau – Nordwestring | 2008–2020           | 9,2        | 14              |
|       | Messe – Eberhardshof                   | 1972–1981           | 8,9        | 14              |
|       | Röthenbach – Ziegelstein               | 1984–1999           | 10,8       | 15              |

### Állomások

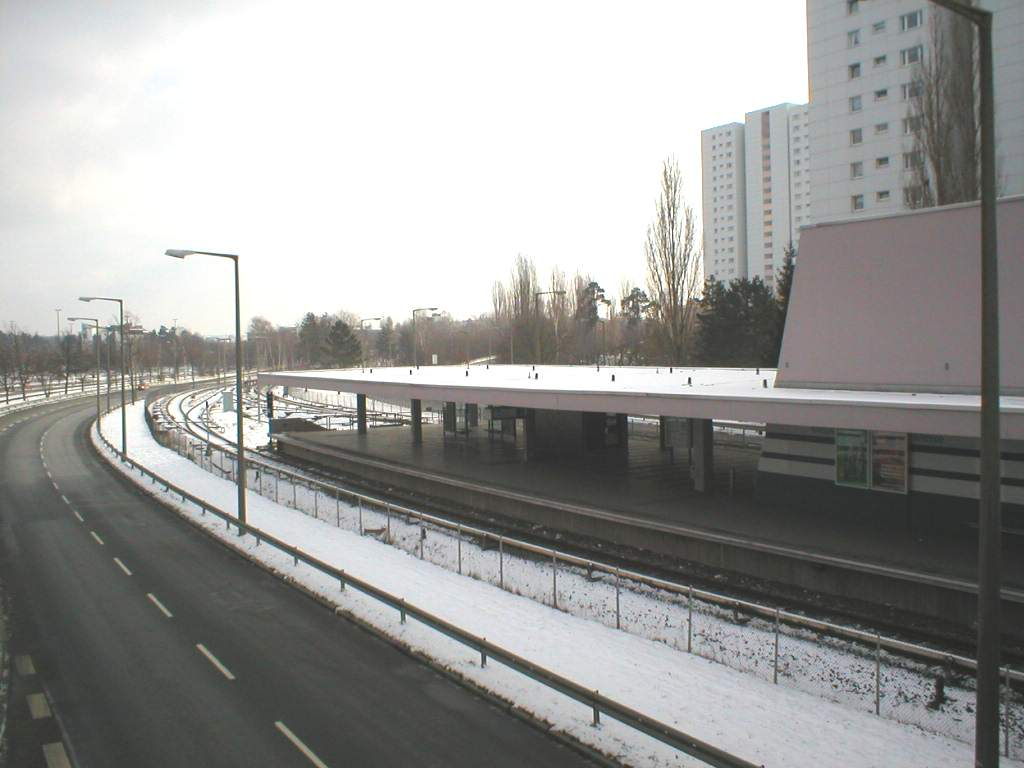
Messe (1972)
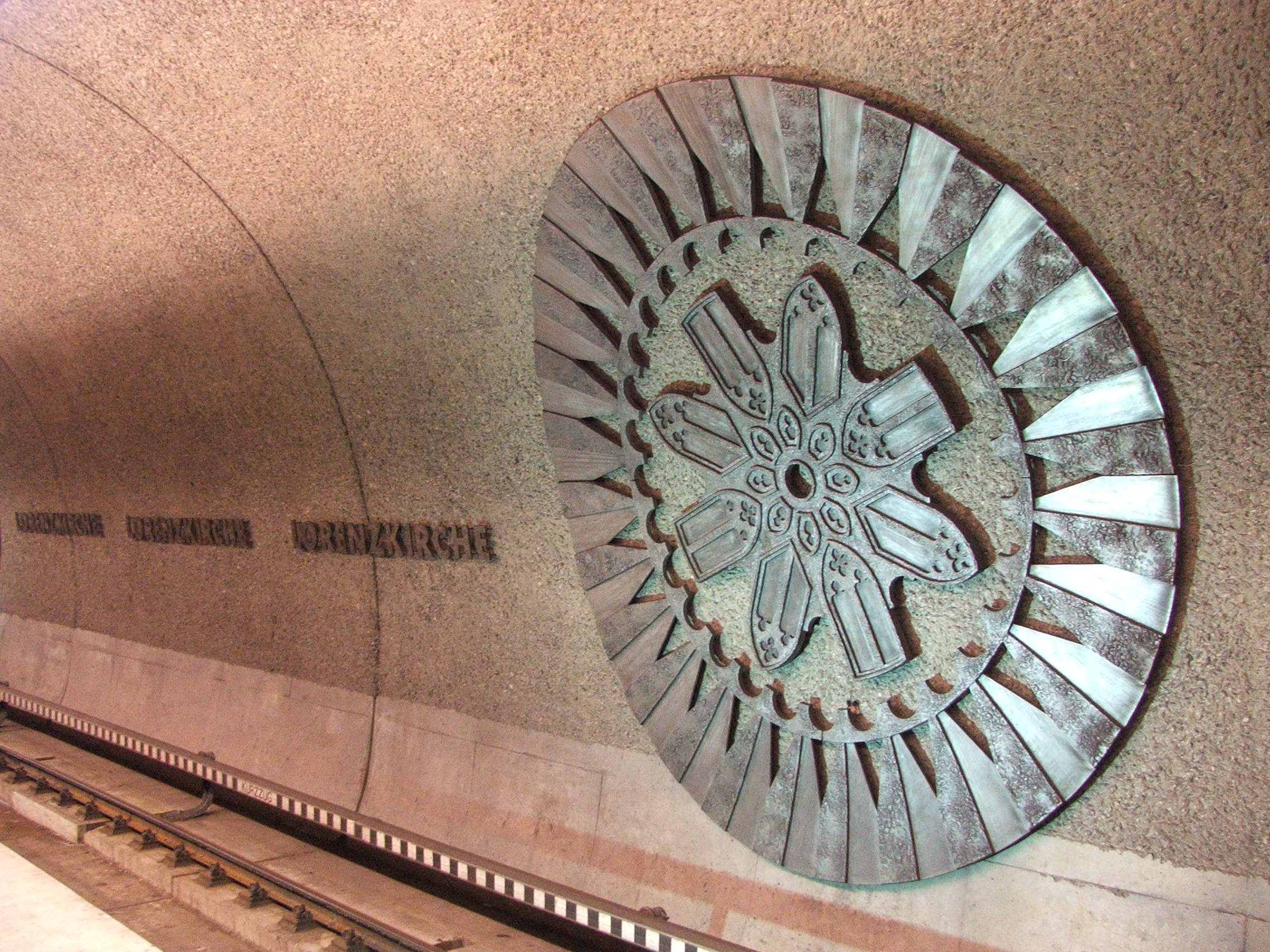
Lorenzkirche (1978)
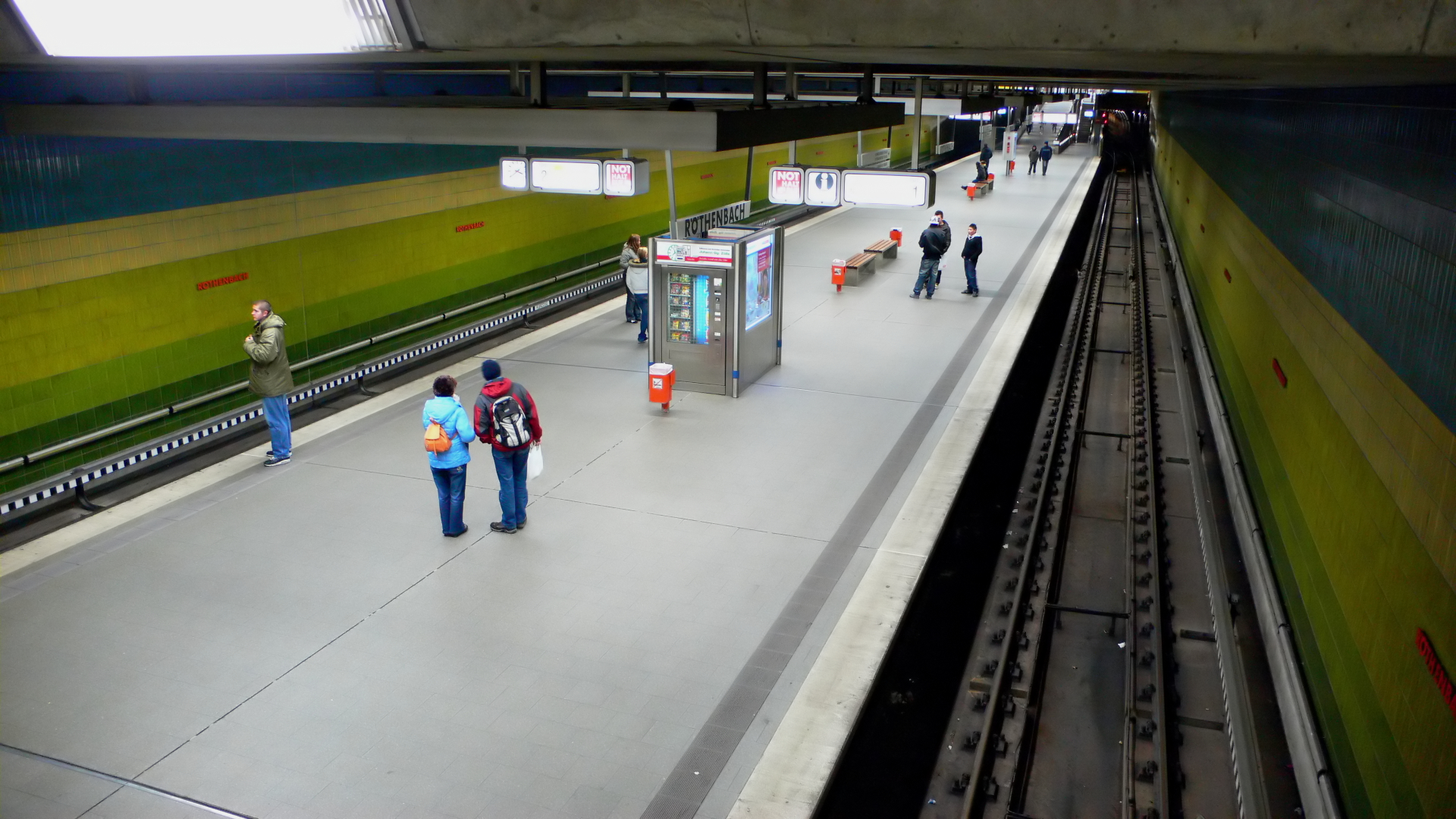
Röthenbach (1986)
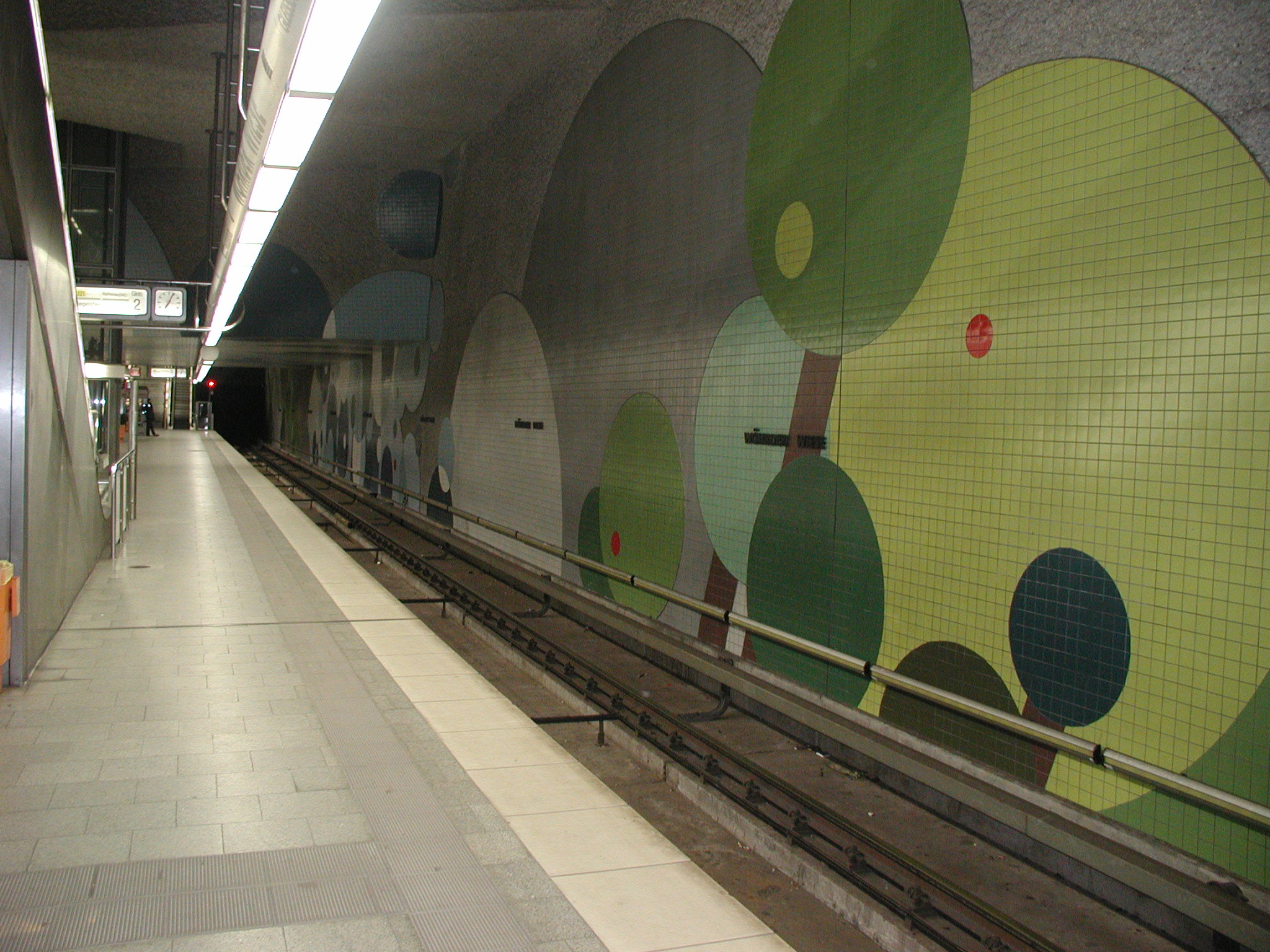
Wöhrder Wiese (1990)
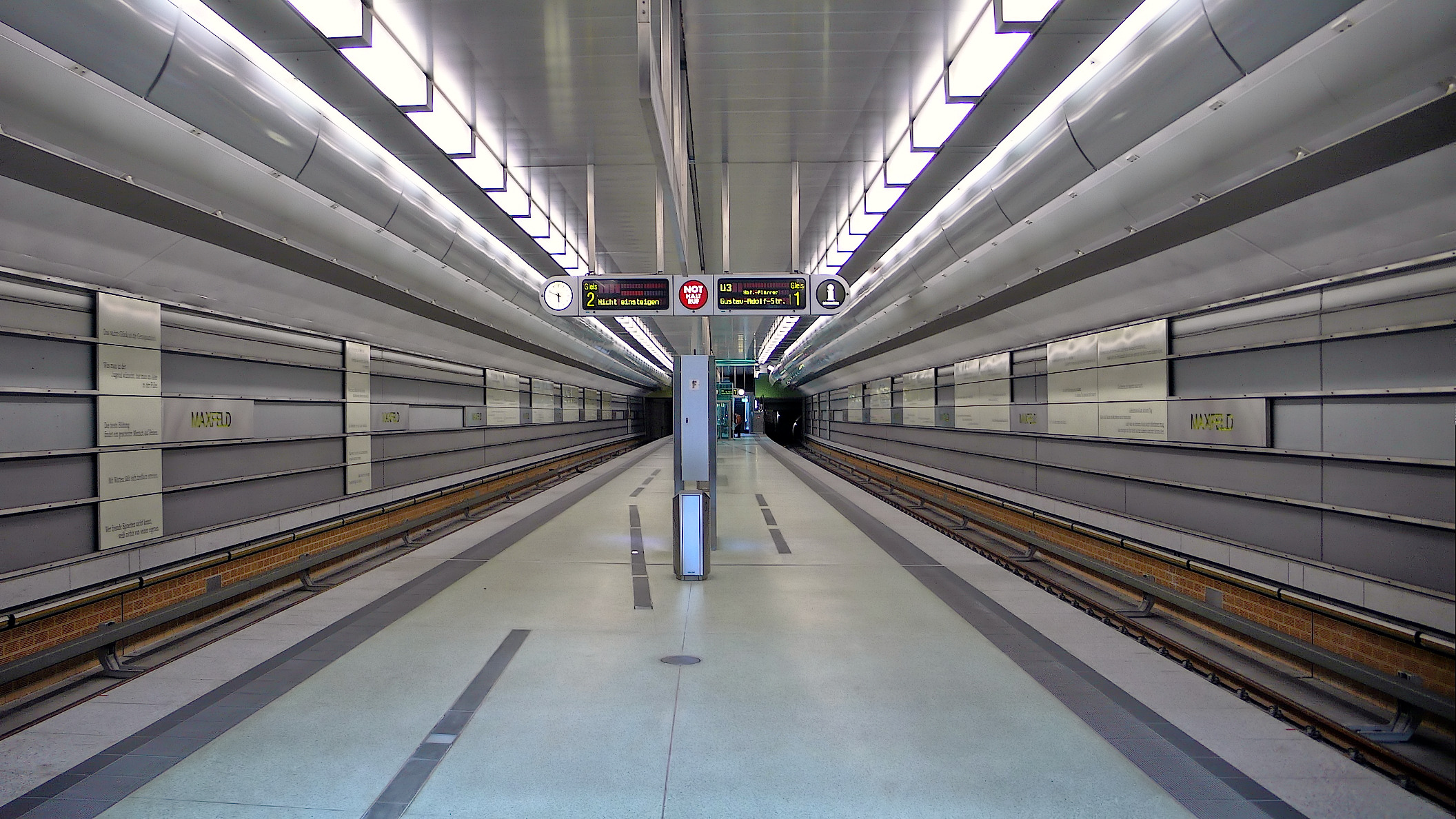
Maxfeld (2008)
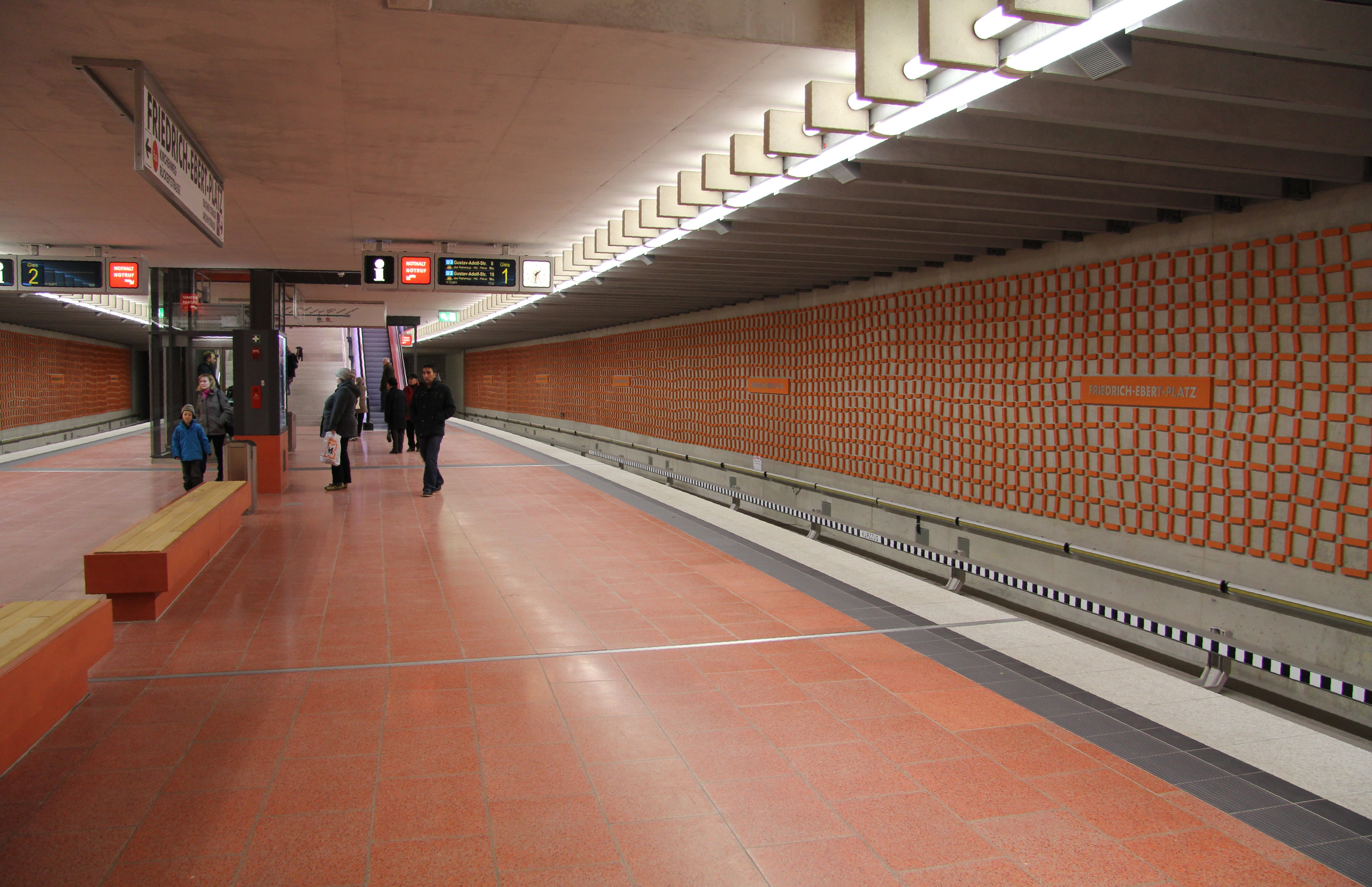
Friedrich-Ebert-Platz (2011)

## Forgalom
Az utasforgalom az elmúlt években az alábbi módon változott:
| 2015 | 128 850 000 |
| 2018 | 122 200 000 |

## Járművek
A flotta színe piros, fehér díszítőelemekkel. A metrókocsik közül az elsők megegyeznek a müncheni metró járműveivel, de az utolsó sorozat már nem kompatibilis a bajor főváros metróhálózatával.

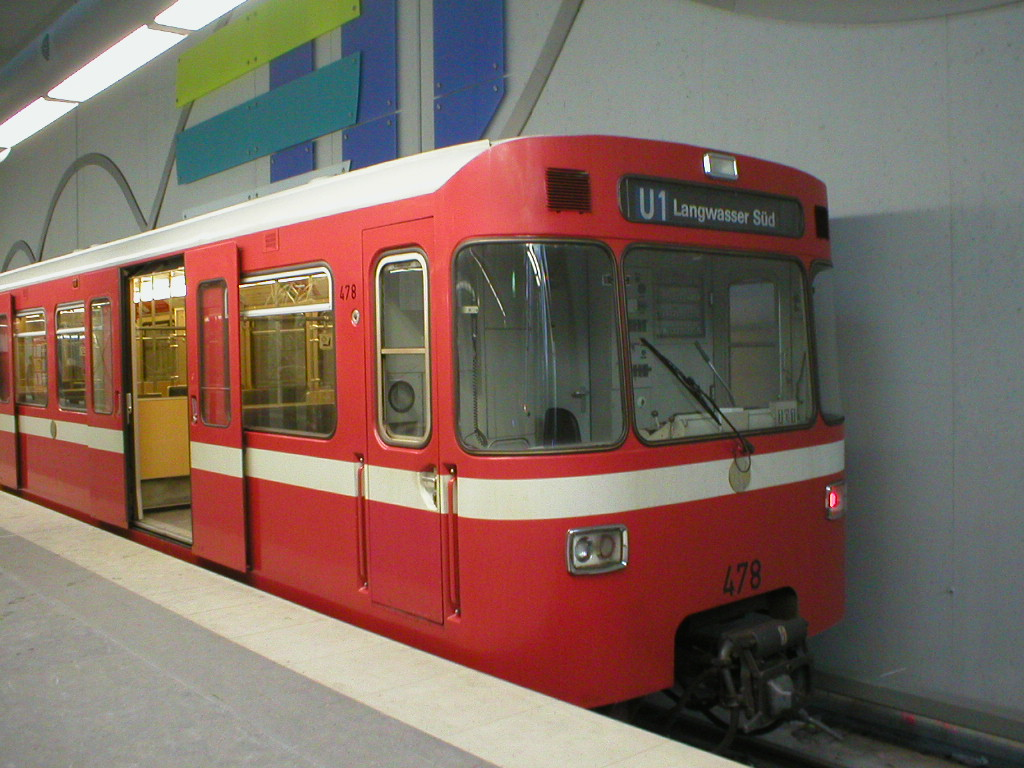
Typ DT1
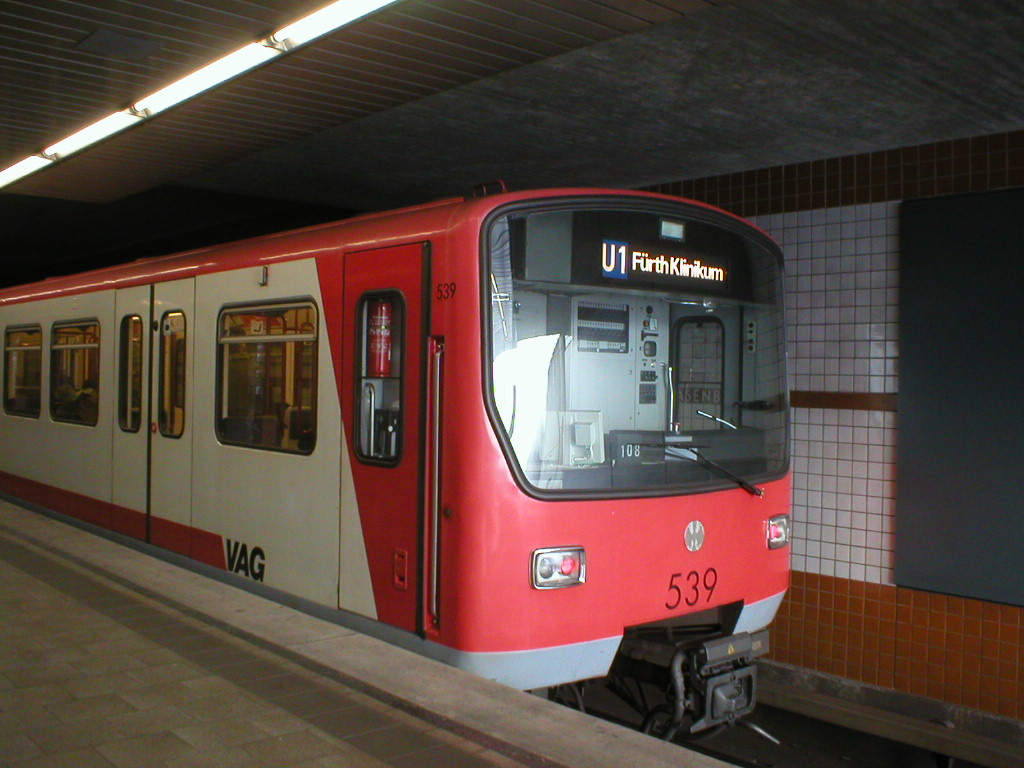
Typ DT2
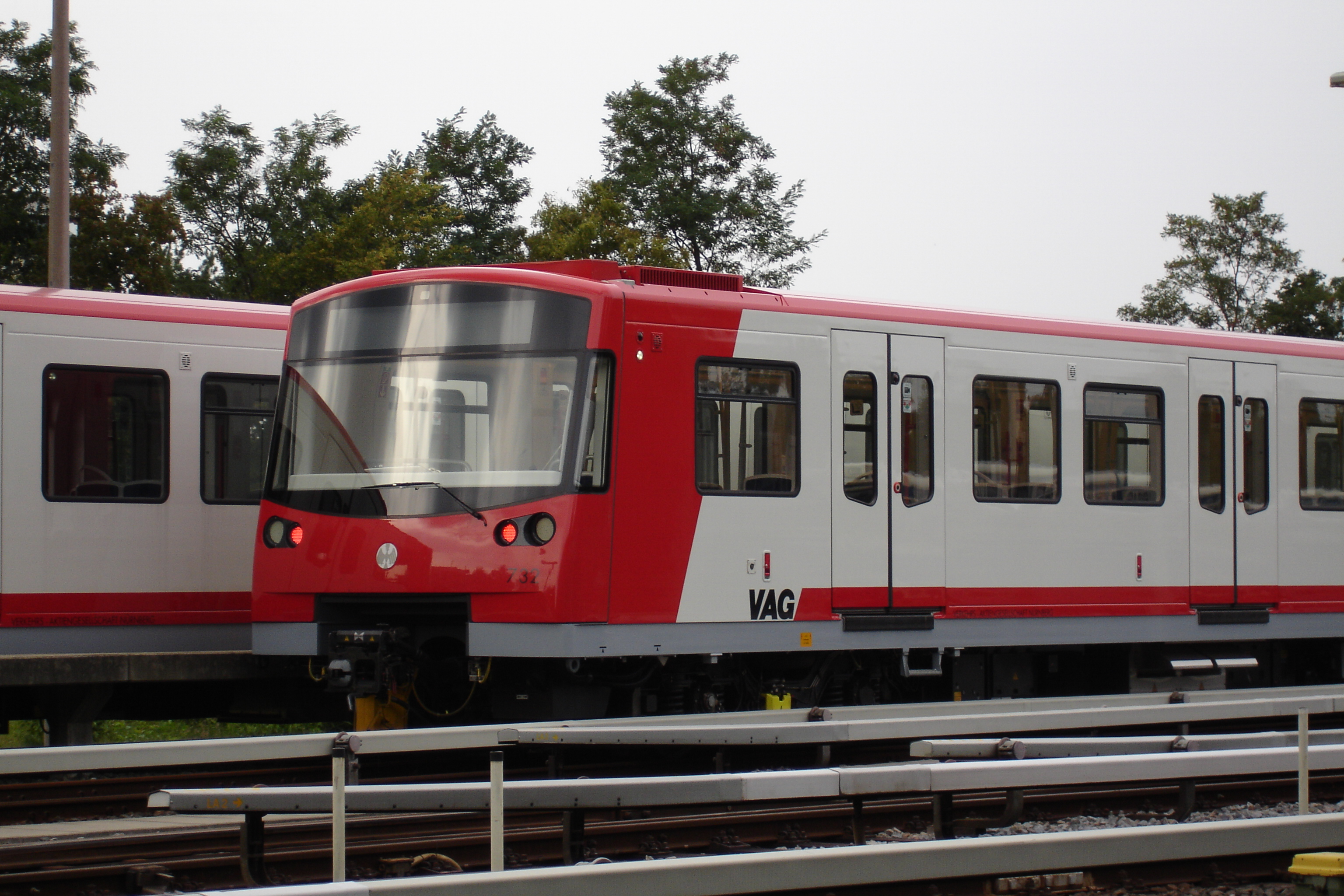
Typ DT3
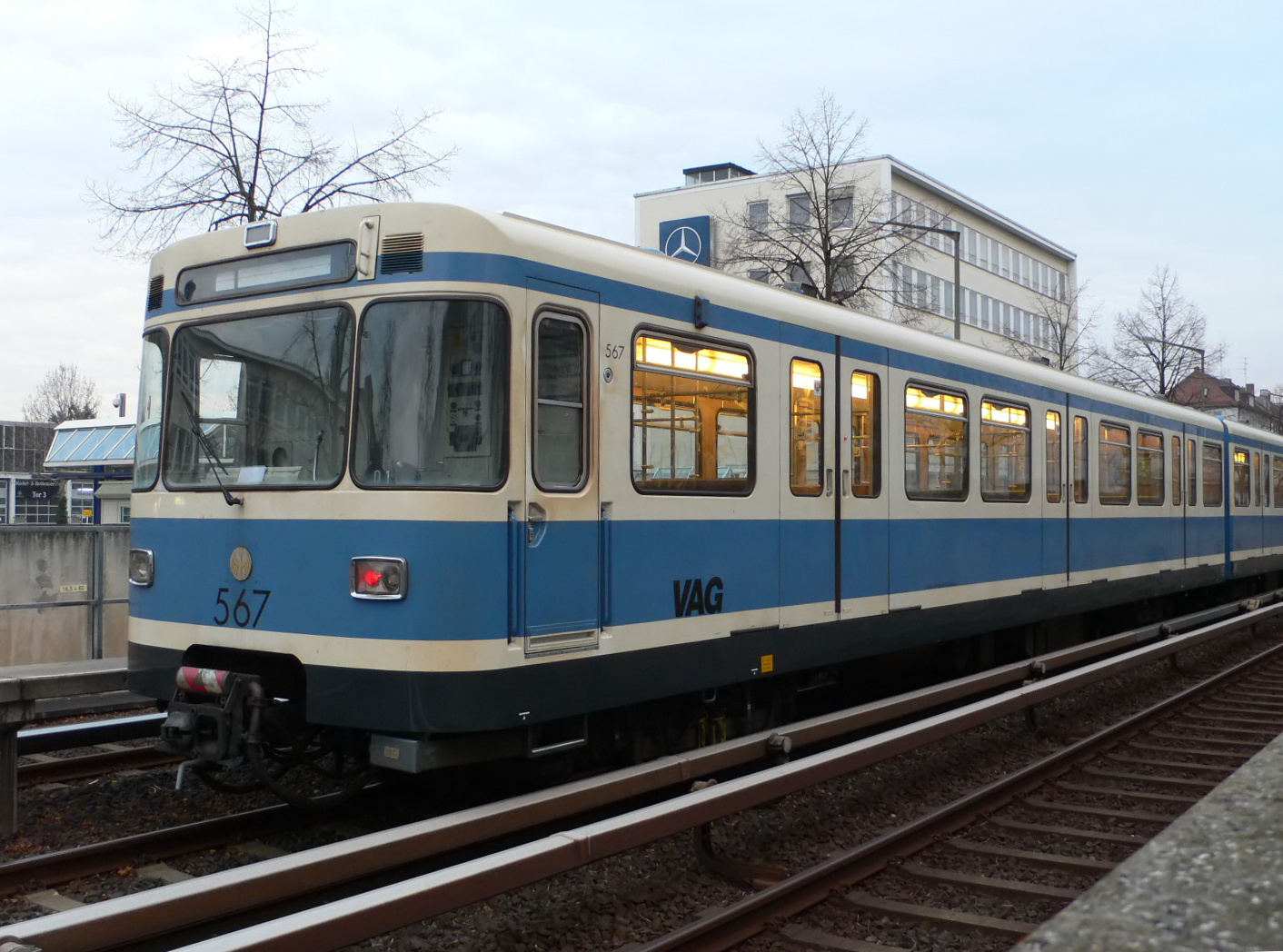
Typ A